# Popyt konsumpcyjny
Popyt konsumpcyjny – wielkość konsumpcji realizowanej (planowanej) z rozporządzalnych dochodów osobistych gospodarstw domowych.
Rozpatrując popyt konsumpcyjny z ekonomicznego punktu widzenia można powiedzieć, że zależy on od wielu czynników, przykładowo od bieżącego dochodu, stanu zamożności, oczekiwanych przyszłych dochodów oraz od relacji cen bieżących do cen oczekiwanych. Kluczowe determinanty decydujące o postępowaniu konsumenta na rynku można znaleźć w następujących koncepcjach konsumpcji: hipotezie dochodu absolutnego, hipotezie dochodu relatywnego, hipotezie dochodu permanentnego czy efekcie bogactwa.
Wielkość globalnego popytu konsumpcyjnego przy każdym poziomie rozporządzalnych dochodów osobistych obrazuje funkcja konsumpcji.